# Karlo I., knez Lihtenštajna
Karlo I., knez Lihtenštajna (Valtice, 30. srpnja 1569. – Prag, 12. veljače 1627.), prvi knez Lihtenštajna te osnivač kneževske obitelji Liechtenstein.

## Životopis
Karlo je bio najstariji sin Hartmana II., barun Lihtenštajna (1544. – 1585.) i njegove žene grofice Ane Marije od Ortenburga (1547. – 1601.). Rudolf II. car Svetog Rimskog Carstva imenovao je Karla glavnim intendantom - važnim mjestom u njegovom sudu. Karlo je bio na toj poziciji do 1607. godine. Za vrijeme spora (1608.) između cara Rudolfa II. i prijestolonasljednika nadvojvode Matije, Karlo je stao na stranu Matije te je on Karla postavio za nasljednog kneza u znak zahvalnosti za Karlovu pomoć. Godine 1614. Karlo je pridružio Vojvodstvo Troppau svojim posjedima.
U znak zahvale zbog pomoći u bitci kod Bijele planine, Karlo je imenovan namjesnikom i vice-regentom Češke te je bio odlikovan Redom zlatnog runa. Također je dobio u vlasništvo i šlesko vojvodstvo Jägerndorf 15. ožujka 1622.
Godine 1599. je postao katolik. 1605. Karlo je uspostavio prvu podružnicu Bolničkog reda milosrdne braće svetog Ivana od Boga sjeverno od Alpa, u Feldsbergu u Donjoj Austriji (danas Valtice, Češka Republika).
Umro je 12. veljače 1627. u Pragu.

## Brak i potomstvo
Godine 1590., Karlo se oženio za Anu Mariju Šemberovu, barunicu od Boskovica i Černe Hore (1575. – 1625.). Imali su najmanje četvero djece:
- Princeza Ana Marija Franciska (7. prosinca 1597. – 26. travnja 1640.)
- Princeza Franciska Barbara (1604. – 1655.)[3]
- Karlo Euzebije (11. travnja 1611. – 5. travnja 1684.)[4]
- Princ Henrik (umro mlad; oko 1612.)

## Vanjske poveznice

### Sestrinski projekti
|  | Zajednički poslužitelj ima još gradiva o temi Karlo I., knez Lihtenštajna |